# 苏-30MKK战斗机
Su-30MKK戰鬥機（蘇愷-30MKK戰鬥機，北約命名稱為側衛G，Flanker G），是俄羅斯蘇霍伊航空公司設計的第四代雙座多用途戰機。在俄罗斯远东的阿穆尔共青城航空联合制造企业生产，1999年首飛成功。
Su-30MKK是俄語Су-30МКК的拉丁轉寫。МКК是модернизированный, коммерческий, китайский的縮寫，意思是中國的現代化商業版。

## 概觀
最初的Su-30為一種長程戰鬥轟炸機的構想，是俄國為了回應F-15E的作品，MK型則是其外銷版，由於多功能特性受到許多國家青睞，1996年中國解放軍向俄國提出一種更強化的版本需求必須採用更多複合材料和更大載油量，時為俄國經濟極差的年代，於是MKK版誕生以爭取中方訂單。这款多功能戰鬥機能够承担全范围的战术打击任务，从夺取空中优势，防空任务，空中巡逻和护航，再到对地攻击，压制敌方防空系统，空中拦截，近距空中支援、空对海攻击和电子反对抗任务等，可以携带大型超音速反舰导弹切合中國解放軍的需要。

## 使用國
中國

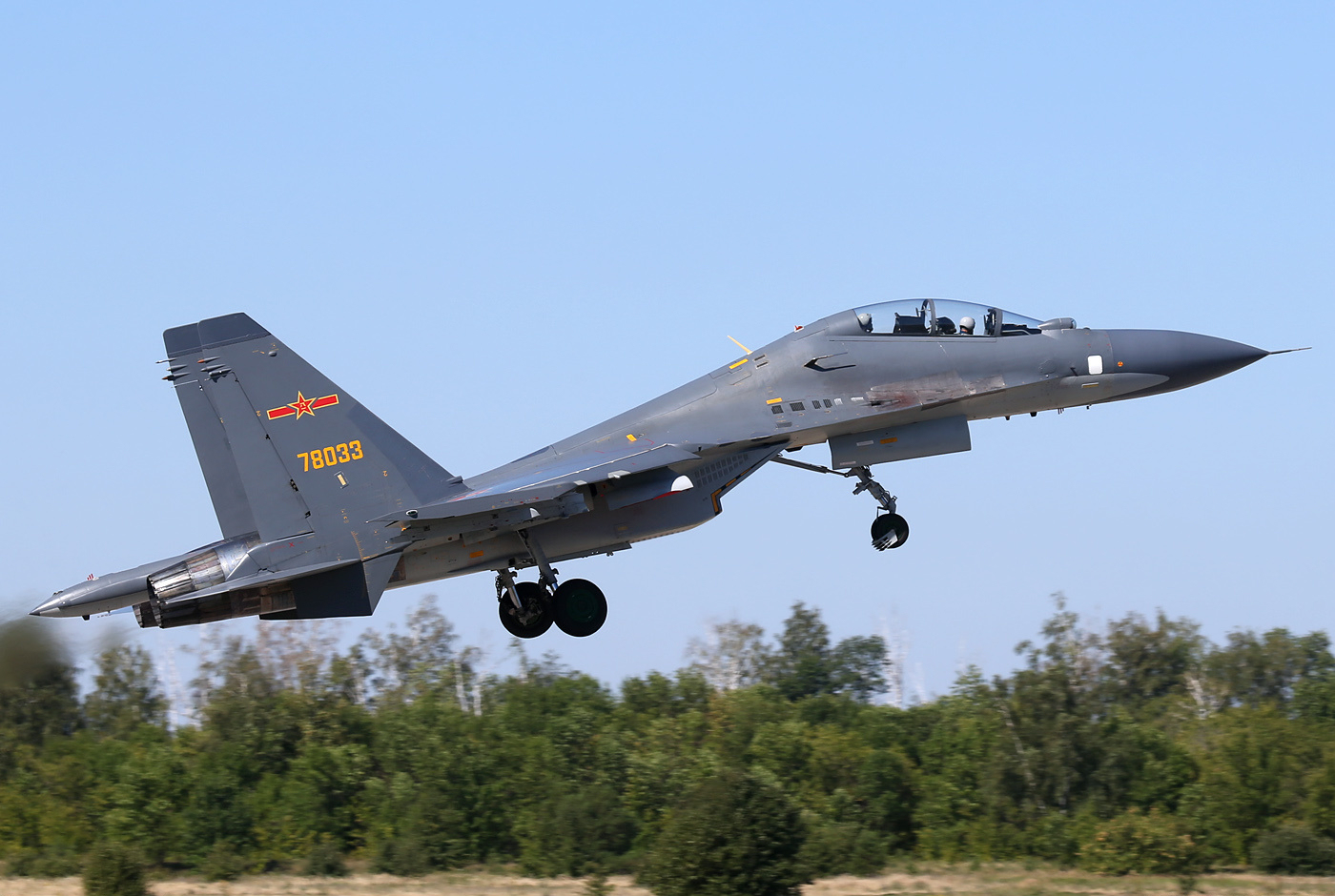
中國人民解放軍空軍的Su-30MKK

- 中國人民解放軍空軍於2010年有73架Su-30MKK[1][2][3]。

 印度尼西亞
- 印尼空軍於2018年有11架[4]

## 事故
- 2001年8月，解放军空军空3师一架苏30MKK在降落时发生起落架故障，导致飞机爆炸，两名飞行员牺牲。
- 2002年5月27日，解放军空军某部一架苏30MKK坠毁，两名飞行员跳伞成功。

## 技術規格
参考资料：KNAAPO Su-30MK page，Sukhoi Su-30MK page，Gordon and Davidson
基本信息
- 机组：2

性能
- 推重比：1.0

武器

- 機砲：1× GSh-301 gun（30 mm caliber，150 rounds）
- 空對空飛彈：6× R-27ER1（AA-10C），2× R-27ET1（AA-10D），6× R-73E（AA-11），6× RVV-AE (AA-12)
- 對地飛彈：6× Kh-31P/Kh-31A 反輻射飛彈，6× Kh-29T/L雷射導引對地飛彈，2× Kh-59ME
- 炸彈：6× KAB 500KR，3× KAB-1500KR，8× FAB-500T，28× OFAB-250-270

航電

NIIP N001VEP火控雷達，Sorbtsiya ECM荚艙
- 总共12个挂点